# Eldar Topić
Eldar Topić (* 29. Mai 1983 in Bosanska Dubica) ist ein ehemaliger österreichischer Fußballspieler mit bosnischem Pass, der heute als -trainer tätig ist.

## Karriere
Topić begann seine Karriere in den Jugendmannschaften des ASV 13, seine ersten Einsätze in der Ersten Division hatte er 2001/02 bei der SV Mattersburg. Von den Burgenländern wechselte er anschließend zum Ligakonkurrenten FC Lustenau 07, wurde aber ein Jahr später in die Regionalliga Ost an den Kremser SC abgegeben.
Von Krems aus gelang 2004 der Wechsel zu Rapid in die Bundesliga. Am 21. Juli 2004 kam Topic gegen Wacker Innsbruck in der 83. Minute für Marek Kincl ins Spiel, weitere zwei Einsätze sollten folgen. 2005 wechselte Topic kurzfristig zu SC Austria Lustenau in die Erste Liga und im gleichen Jahr zum SKN St. Pölten in die Regionalliga Ost. Mit den Niederösterreichern schaffte er 2008 den Aufstieg in die Erste Liga, es folgte der Transfer zum Bundesligisten FK Austria Wien. Dort pendelte er zwischen der zweitklassigen Amateurmannschaft und dem Profikader, dem er seit Frühjahr 2009 ständig angehörte.
Nachdem die Vereinsführung bekanntgab, dass der Verein nicht mehr mit Topić plant, wechselte dieser vor der Saison 2010/11 innerhalb Wiens zum Erstligisten First Vienna FC, später zu SKU Amstetten und 1. SC Sollenau in die Regionalliga Ost. Nach einer erfolgreichen Zeit in Sollenau wechselte Topić für die Saison 2015/16 zum SV St. Margarethen in die Burgenlandliga. Zu Beginn der Saison 2016/17 wechselte er ligaintern zum SV Wimpassing.